# Marcus Junius Silanus (préteur en -212)
Marcus Junius Silanus est un magistrat romain, préteur en 212 avant J.-C. 
Il fut envoyé en Espagne l’an de Rome 543, en qualité de propréteur, et vainquit, l’an de Rome 547, Hannon, Magon et les Celtibères. L’année suivante, il aida Scipion à remporter la victoire de Bæculum sur les Carthaginois. Il fut tué en 196 av. J.-C., en combattant contre les Boïens. 

## Source
« Marcus Junius Silanus (préteur en -212) », dans Pierre Larousse, Grand dictionnaire universel du XIXe siècle, Paris, Administration du grand dictionnaire universel, 15 vol., 1863-1890 [détail des éditions].